# Barbu vert
Psilopogon viridis
Espèce
Statut de conservation UICN

 LC  : Préoccupation mineure
Le Barbu vert (Psilopogon viridis, anciennement Megalaima viridis) est une espèce d'oiseaux appartenant à la famille des Megalaimidae.
Cet oiseau vit dans l'ouest et le sud de l'Inde.